# Kordofan du Nord
Le Kordofan du Nord ou Kordofan septentrional (en arabe : شمال كردفان, šmāl krdfān, « Chamal Kourdoufan ») est un État du Soudan. Sa capitale est El Obeid.

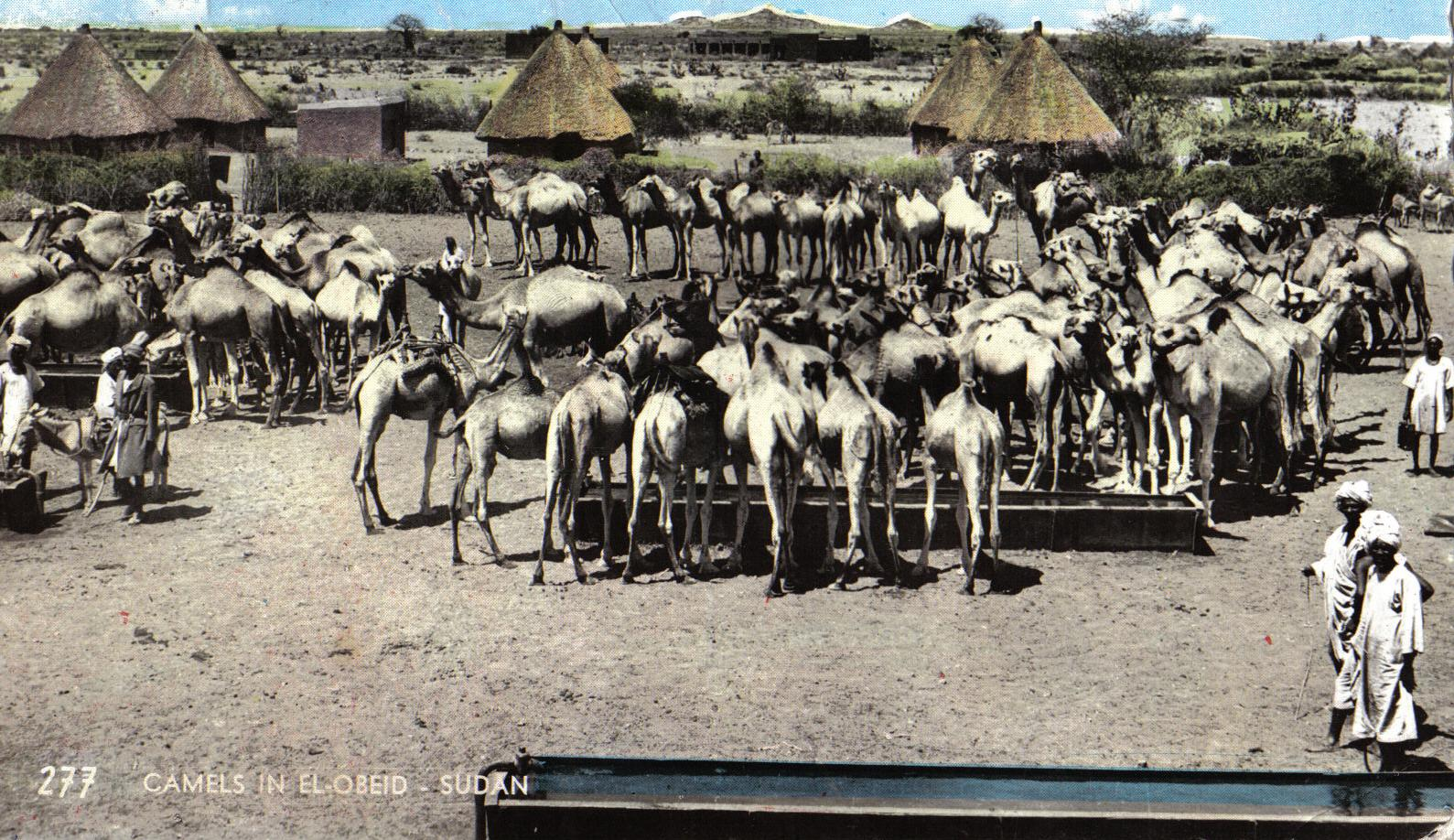
Carte postale représentant des chameaux à El-Obeid (1966)

## Annexe